# Федерико Аксат
Федерико Аксат (на испански: Federico Axat) е аржентински писател на произведения в жанра психологически трилър.

## Биография и творчество
Федерико Аксат е роден на 19 юни 1975 г. в Буенос Айрес, Аржентина.
Завършва строително инженерство. Телекомуникационните проекти, по които работи, го отвеждат в САЩ. Заедно с работата си започва да пише наситени с мистерии роман, поставени на фона на градовете в САЩ, където пребивава известно време.
Първият му роман „Benjamin“ (Бенжамин) е издаден през 2010 г. Следват „Аула 19“ и „Блатото на пеперудите“.
Трилърът му „Последен изход“ от 2016 г. става международен бестселър, преведен на повече от 30 езика по света.
Романите му са характерни с високата си доза съспенс, сюжетни обрати и неочакван край.
Федерико Аксат живее със семейството си в Аржентина.

## Произведения

### Самостоятелни романи
- Benjamin (2010)
- El aula 19 (2013) – електронна книга
- El pantano de las mariposas (2013)
- La última salida (2016) – издаден и като „Kill the Next One“
Последен изход, изд.: ИК „Колибри“, София (2018), прев. Елена Маркова
- Amnesia (2018)